# Talasani
Talasani (en cors Talasani) és un municipi francès, situat a la regió de Còrsega, al departament d'Alta Còrsega. L'any 1999 tenia 516 habitants.

## Demografia
| 1962 | 1968 | 1975 | 1982 | 1990 | 1999 |
| ---- | ---- | ---- | ---- | ---- | ---- |
| 209  | 236  | 226  | 218  | 394  | 516  |

## Administració
| Període | Identitat             | Partit | Qualitat |  |
| ------- | --------------------- | ------ | -------- |  |
| 2001-   | Louis Charles Semidei |        |          |  |

## Personatges il·lustres
- Louis Giafferi (1680-1745)
- Ghjuvan Paulu Borghetti